# Ladislaus Vajda

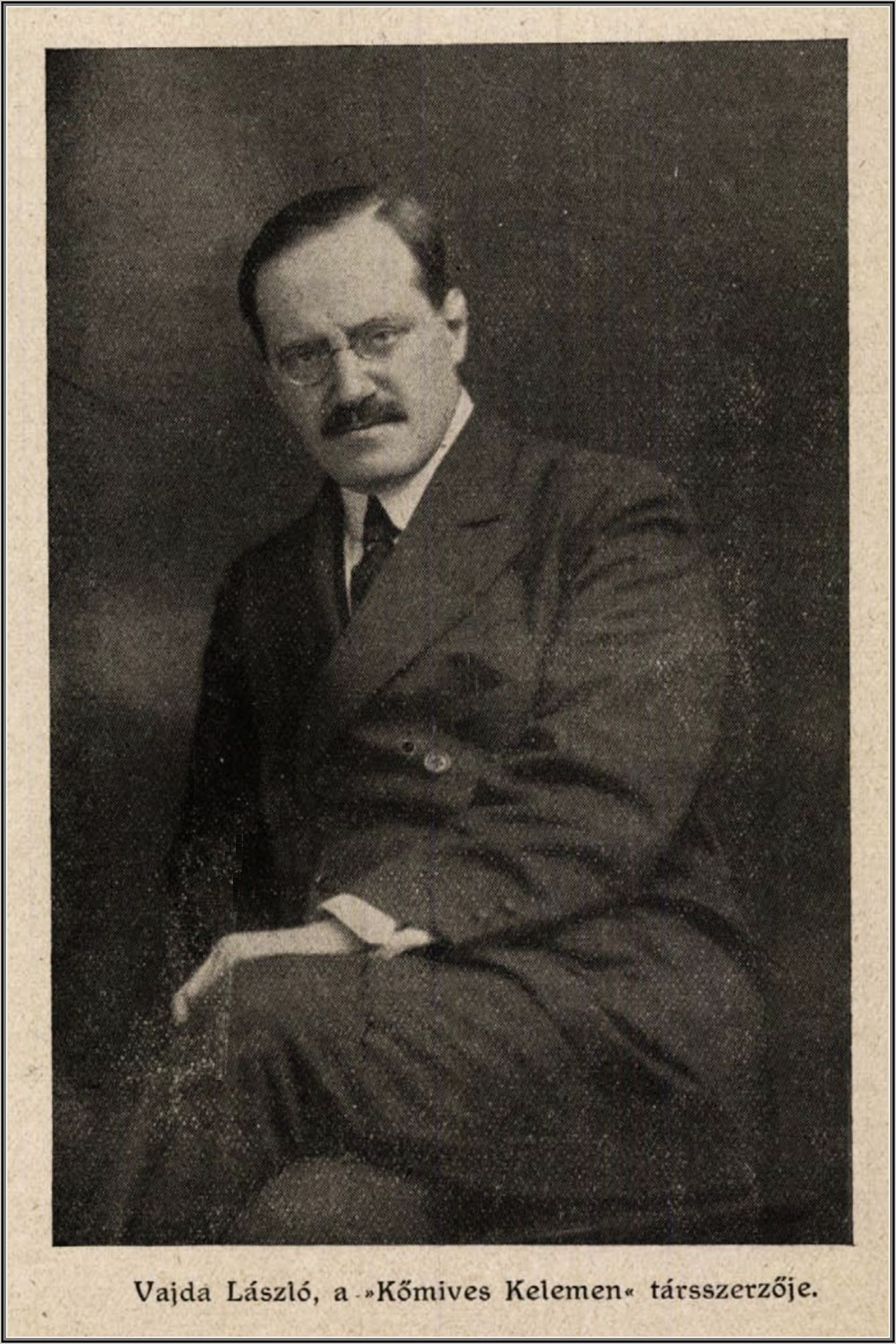
Ladislaus Vaida (1917)

Ladislaus Vajda, eigentlich László Vajda, (* 19. August 1877 in Eger, Ungarn; † 10. März 1933 in Berlin) war ein ungarischer Drehbuchautor, Theaterregisseur und Dramaturg.

## Leben
László Vajda begann als Provinzschauspieler und arbeitete dann als Journalist in Budapest für Tolnai Világlapja und Színházi Élet. Ab 1908 war er als Regisseur am Ungarischen Theater tätig, 1913 wurde er Hauptregisseur, 1920 Künstlerischer Direktor. Er schrieb einige Theaterstücke, ab 1916 auch Drehbücher, unter anderem für Sándor Korda. 1919, zur Zeit der Ungarischen Räterepublik, war Vajda Mitglied des die Filmpolitik bestimmenden Filmrates. 1922 emigrierte er nach Wien, wo er bis 1924 für mehrere Produktionen der Sascha-Film die Drehbücher schrieb. An den meisten dieser Filme wirkte sein Landsmann Mihály Kertész (der spätere Michael Curtiz) als Regisseur und Gustav Ucicky als Kameramann mit.
Danach ging Vajda nach Berlin, wo er von 1927 bis 1932 an allen Drehbüchern für die Filme von Georg Wilhelm Pabst beteiligt war. Die Liebe der Jeanne Ney, Die Büchse der Pandora und Die Drei-Groschen-Oper entstanden nach literarischen Vorlagen. In den Anfang der 1930er-Jahre entstandenen Westfront 1918 und Kameradschaft schrieb Vajda Skripte gegen Feindschaft, Krieg und für Völkerverständigung. Neben den Drehbüchern für Filme von Pabst lieferte er auch viele Vorlagen für Unterhaltungsfilme.
Sein Sohn László Vajda war unter dem Namen Ladislao Vajda ebenfalls im Filmgeschäft als Drehbuchautor und Filmregisseur tätig.

## Filmografie
| - 1916: A Falu rossza - 1918: A Kis lord - 1919: Yamata - 1919: Liliom - 1920: A 111-es - 1922: Samson und Delila - 1922: Sodom und Gomorrha - 1923: Namenlos - 1923: Die Lawine - 1924: Harun al Raschid - 1924: Die Sklavenkönigin - 1926: Schatz, mach’ Kasse - 1927: Die Czardasfürstin - 1927: Venus im Frack - 1927: Der fesche Erzherzog - 1927: Die Liebe der Jeanne Ney - 1928: Heut tanzt Mariett - 1928: Die Dame in Schwarz - 1928: Abwege - 1928: Rutschbahn | - 1928: Unmoral - 1929: Der Leutnant Ihrer Majestät - 1929: Die Büchse der Pandora - 1929: Die Frau, nach der man sich sehnt - 1929: Der Günstling von Schönbrunn - 1929: Die weiße Hölle vom Piz Palü - 1929: Das Land ohne Frauen - 1930: Tarakanova, die falsche Zarentochter - 1930: Polizeispionin 77 - 1930: Liebe und Champagner - 1930: Es gibt eine Frau, die Dich niemals vergißt - 1930: Westfront 1918 - 1930: Nur Du - 1930: Zwei Krawatten - 1931: Die Dreigroschenoper - 1931: Der Liebesexpreß - 1931: Kameradschaft - 1932: Die Herrin von Atlantis |